# Jan Ruysbroeck
Jan van Ruysbroek (ur. 1293 w Ruisbroek (Vlaams-Brabant), zm. 2 grudnia 1381 w Groenendael koło Brukseli) – kanonik regularny, średniowieczny mistyk i teolog niderlandzki („Doctor ecstaticus”), autor pism mistycznych, błogosławiony Kościoła katolickiego.
Był zwolennikiem mistyki zorientowanej uczuciowo, pozostawał pod wpływem Mistrza Eckharta.

## Życie
Jan Ruysbroeck urodził się w 1293 roku niedaleko Brukseli, w niewielkiej miejscowości, od której wziął swoje imię. W wieku jedenastu lat przeszedł na utrzymanie wuja Jana Hinckaerta – kanonika przy kościele św. Guduli – i rozpoczął naukę w szkole przykatedralnej. W 1317 roku przyjął święcenia kapłańskie i przez kilkadziesiąt lat pozostawał przy wuju, pełniąc obowiązki kapelana w Brukseli. Już w tym czasie wyróżniał się świętością życia. Wśród swoich współczesnych słynął jako obrońca ortodoksji katolickiej i czystości obyczajów, który z gorliwością zwalczał heretyckie poglądy.
W wieku pięćdziesięciu lat wraz z wujem Janem Hinckaertem i Francisem Coudenbergiem przeniósł się do pustelni w Groenendaal oddalonej od miasta o kilkadziesiąt kilometrów. Z nadania księcia Brabantu Jana III na Wielkanoc 1343 roku powstała tam wspólnota. Po sześciu latach bracia przyjęli regułę św. Augustyna oraz biały habit augustiański. Dziekanem został Francis Coudenberg, natomiast obowiązki przeora sprawował aż do śmierci Ruysbroeck. W tym okresie powstała większość jego pism.
Ruysbroeck był nie tylko cenionym autorem dzieł duchowych, ale przede wszystkim gorliwym duszpasterzem. Sprawował obowiązki kierownika duchowego brukselskich klarysek. W 1360 roku pieszo podróżował do kartuzów w Hérinnes, aby wyjaśnić wątpliwości dotyczące jego pism. Do wielu ważnych spotkań dochodziło także w Groenendaal. Między innymi około 1378 roku przybył tam Gerard Groot.
Jan Ruysbroeck zmarł 2 grudnia 1381 roku. Wkrótce po jego śmierci zaczął rozwijać się kult. Chociaż proces beatyfikacyjny rozpoczął się dopiero w 1622 roku, już w piętnastowiecznym kalendarzu Ruysbroeck jest zaliczany do grona świętych. Jednak błogosławionym został Ruysbroeck dopiero po kilku stuleciach. Beatyfikacji dokonał papież Pius X w 1908 roku. Święto bł. Jana Ruysbroecka przypadające 2 grudnia zostało ustanowione przez approbationem wydaną rok później.

## Pisma
Pierwszym zachowanym traktatem Jana Ruysbroecka jest Królestwo miłujących (1330-1336). Autor podjął w nim polemikę z heretyckimi poglądami, równocześnie broniąc własnych tez przed zarzutem nieortodoksyjności. Pismo trafiło do powszechnego obiegu wbrew woli autora. Według jednego z biografów zawiniła niedyskrecja sekretarza. Kilkadziesiąt lat później Ruysbroeck napisał Książeczkę wyjaśnień, w której podjął się skorygowania błędów, jakich dopatrzono się w Królestwie miłujących.
Za najważniejsze dzieło Ruysbroecka uważa się Zaślubiny duchowe, powstałe w latach 1335–1343. Ich punktem wyjścia jest sparafrazowany werset z Ewangelii według św. Mateusza: „Patrzcie, Oblubieniec nadchodzi, wyjdźcie Mu na spotkanie”. Autor dokonując interpretacji tych słów, przedstawił trzy etapy życia duchowego: życie czynne, wewnętrzne i istotowe. Tematyce odpowiada struktura tekstu. Każdemu etapowi został poświęcony jeden rozdział, w którym Ruysbroeck na nowo odczytuje znaczenie wyodrębnionych czterech części biblijnego cytatu.
W okresie brukselskim (do 1343 roku) powstały jeszcze Błyszczący kamień, Cztery pokusy oraz Wiara chrześcijańska. Pierwsze z tych pism nawiązuje do zaczerpniętego z Apokalipsy obrazu białego kamyka i omawia przejęty od św. Bernarda podział ludzi na najemników, wierne sługi, zaufanych przyjaciół i wiernych synów według kryterium współpracy z łaską Bożą. Cztery pokusy, przypisywane niegdyś Taulerowi, wyjaśniają źródła błędów grożących ludziom dążącym do doskonałości i sposoby ich unikania. Wiara chrześcijańska jest natomiast krótką egzegezą symbolu nicejsko-konstantynopolitańskiego.
Z okresu przejściowego pochodzi Namiot duchowy, który podejmuje bogatą tematykę duchowo-mistyczną. Pozostałe pisma powstały już w Groenendaal. Ich listę w porządku chronologicznym otwiera Siedem klauzur – tekst o naturze życia klasztornego, napisany na prośbę duchowej córki Ruysbroecka, brukselskiej klaryski Małgorzaty van Meerbeke. W Zwierciadle wiecznego zbawienia autor obszernie omawia życie oglądających Boga, a w Siedmiu stopniach miłości etapy duchowego rozwoju. Wreszcie ostatnie dzieło brabanckiego mistrza nosi tytuł Dwanaście beginek i jest kompilacją wielu pobożnych fragmentów.